# Liste des épisodes de Demon Slayer: Kimetsu no Yaiba
La liste des épisodes de Demon Slayer: Kimetsu no Yaiba, série télévisée d'animation japonaise, est constituée de 63 épisodes répartis en quatre saisons.

## Découpage des saisons
| Saisons | Saisons | Nombre d'épisodes | Nombre d'épisodes | Diffusion       | Diffusion         |
| Saisons | Saisons | Nombre d'épisodes | Nombre d'épisodes | Début de saison | Fin de saison     |
| ------- | ------- | ----------------- | ----------------- | --------------- | ----------------- |
|         | 1       | 26                | 26                | 6 avril 2019    | 28 septembre 2019 |
|         |         | Film 1            | Film 1            | 16 octobre 2020 | 16 octobre 2020   |
|         | 2       | 18                | 7                 | 10 octobre 2021 | 28 novembre 2021  |
| 11      | 2       | 18                | 5 décembre 2021   | 13 février 2022 |                   |
|         |         | Film 2            | Film 2            | 3 février 2023  | 3 février 2023    |
|         | 3       | 11                | 11                | 9 avril 2023    | 18 juin 2023      |
|         |         | Film 3            | Film 3            | 2 février 2024  | 2 février 2024    |
|         | 4       | 8                 | 8                 | 12 mai 2024     | 30 juin 2024      |

## Liste des épisodes
Selon l'ordre chronologique des épisodes par saisons et arcs :
- Saison 1 :

1. Arc Sélection finale (épisodes 1 à 5)
2. Arc Première Mission (épisodes 6 et 7)
3. Arc Asakusa (épisodes 8 à 10)
4. Arc Maison aux Tambours  (épisodes 11 à 14)
5. Arc Mont Natagumo (épisodes 15 à 21)
6. Arc Formation en réadaptation (épisodes 22 à 26)

- Saison 2 :

1. Arc Train de l'infini (épisodes 1 à 7)
2. Arc Quartier des plaisirs (épisodes 8 à 18)

- Saison 3 :

1. Arc Village des forgerons (épisodes 1 à 11)

- Saison 4 :

1. Arc L'Entraînement des piliers (épisodes 1 à 8)

### Première saison (2019)
Elle a été diffusée du 6 avril 2019 au 28 septembre 2019 sur Tokyo MX, au Japon. Crunchyroll possède les droits dans la plupart des pays du monde.
1. Cruauté
2. Urokodaki Sakonji, le formateur
3. Sabito et Makomo
4. La Sélection finale
5. Chacun son acier
6. Le chasseur accompagné d'un démon
7. Kibutsuji Muzan
8. Le Parfum du sang d'envoûtement
9. Les Démons aux ballons et aux flèches
10. Nous resterons ensemble
11. La Maison aux tambours
12. Zenitsu dort, le sanglier montre les crocs
13. Ce à quoi je tiens plus qu'à ma vie
14. Le Blason des glycines
15. Le Mont Natagumo
16. Faire passer les autres avant soi
17. Parfaire une seule technique
18. Des liens factices
19. Le Dieu du feu
20. Une famille improvisée
21. Violation du code
22. Le Maître
23. La Réunion des piliers
24. L'Entraînement récupérateur
25. Tsuyuri Kanao, la successeuse
26. Nouvelle Mission

### Film (2020)
Dès la fin de la diffusion de la première saison, le studio annonce la production du film Demon Slayer: Kimetsu no Yaiba, le film : Le Train de l'Infini, sorti le 16 octobre 2020.

### Deuxième saison (2021-2022)
Elle a été diffusée du 10 octobre 2021 au 13 février 2022 sur Fuji TV, au Japon. Crunchyroll possède les droits dans la plupart des pays du monde.
1. Rengoku Kyôjurô, le pilier de la flamme
2. Un profond sommeil
3. Si c'était réel
4. Affront
5. À l'avant du train
6. Akaza
7. Enflamme ton âme
8. Uzui Tengen, le pilier du son
9. Infiltration au quartier des plaisirs
10. Qui es-tu ?
11. Cette nuit
12. Combattre avec panache
13. Des souvenirs accumulés
14. Métamorphose
15. Union
16. Si on abat une lune supérieure
17. Je n'abandonnerai jamais
18. À chaque réincarnation

### Film 2 (2023)
En décembre 2022, le studio annonce la production d'un 2e film Demon Slayer: Kimetsu no Yaiba, le film : Le Village des forgerons (en), sorti le 3 février 2023. Le film contient les deux derniers épisodes de la saison 2 et le premier épisode de la saison 3.

### Troisième saison (2023)
Elle a été diffusée du 9 avril 2023 au 18 juin 2023 sur Fuji TV, au Japon. Crunchyroll possède les droits dans la plupart des pays du monde.
1. Le Rêve d'un étranger
2. Yoriichi modèle zéro
3. Le Katana de plus de 300 ans
4. Merci, Tokitô
5. Le Sabre écarlate
6. Tu veux devenir un pilier, non ?
7. Les Véritables Monstres
8. Le Sens du prénom de Muichirô
9. Tokitô Muichirô, le pilier de la brume
10. Kanroji Mitsuri, le pilier de l'amour
11. Unis au point du jour

### Film 3 (2024)
En janvier 2024, le studio annonce la production d'un 3e film Demon Slayer: Kimetsu no Yaiba, le film : En route vers l'entraînement des piliers, sorti le 2 février 2024. Le film contient le dernier épisode de la saison 3 et le premier épisode de la saison 4.

### Quatrième saison (2024)
Elle a été diffusée du 12 mai 2024 au 30 juin 2024 sur Fuji TV, au Japon. Crunchyroll possède les droits dans la plupart des pays du monde.
1. Pour vaincre Kibutsuji Muzan
2. La Souffrance de Tomioka Giyû, pilier de l'eau
3. Tanjiro est rétabli et se joint à l'entraînement
4. Souris
5. Manger des démons
6. Le Plus Fort des pourfendeurs
7. Himejima Gyômei, pilier du rocher
8. Rassemblement des piliers

### Trilogie (depuis 2025)
Une trilogie cinématographique de films d'animation se déroulant après les événements de la quatrième saison et adaptant l'arc de La Forteresse Dimensionnelle Infinie a été annoncée par Ufotable lors de la sortie du dernier épisode de la quatrième saison.